# Lasam
Lasam is een gemeente in de Filipijnse provincie Cagayan op het eiland Luzon. Bij de laatste census in 2007 had de gemeente bijna 37 duizend inwoners.

## Geografie

### Bestuurlijke indeling
Lasam is onderverdeeld in de volgende 30 barangays:
| - Aggunetan - Alannay - Battalan - Cabatacan East - Cabatacan West - Calapangan Norte - Calapangan Sur - Callao Norte - Callao Sur - Cataliganan - Centro I - Centro II - Centro III - Finugo Norte - Gabun | - Ignacio Jurado - Magsaysay - Malinta - Minanga Norte - Minanga Sur - Nabannagan East - Nabannagan West - New Orlins - Nicolas Agatep - Peru - San Pedro - Sicalao - Tagao - Tucalan Passing - Viga |

## Demografie
Lasam had bij de census van 2007 een inwoneraantal van 36.646 mensen. Dit zijn 2.564 mensen (7,5%) meer dan bij de vorige census van 2000. De gemiddelde jaarlijkse groei komt daarmee uit op 1,01%, hetgeen lager is dan het landelijk jaarlijks gemiddelde over deze periode (2,04%). Vergeleken met de census van 1995 is het aantal mensen met 6.411 (21,2%) toegenomen.

De bevolkingsdichtheid van Lasam was ten tijde van de laatste census, met 36.646 inwoners op 213,7 km², 141,5 mensen per km².